# Chris Redfield
Pour les articles homonymes, voir Redfield.
Chris Redfield (クリス・レッドフィールド, Kurisu Reddofīrudo) est un personnage de la série de jeux vidéo Resident Evil créée par Capcom.
Il a 25 ans au moment de la catastrophe de Raccoon City et 35 au moment de Resident Evil 5. Chris Redfield a commencé sa carrière militaire en tant que pilote de l'US Air Force. Mais sa force de caractère l'a souvent mis en conflit avec ses supérieurs. Incapable de résoudre ces différends, Chris s'est retiré de l'Air Force. Il a été recruté par les forces spéciales de Raccoon City (S.T.A.R.S.), grâce à Barry Burton qui est l'un de ses plus grands amis, ainsi qu'à ses talents exceptionnels en combat et pilotage. Il est l'un des rares survivants aux événements du manoir (1998), et décide alors de partir seul pour arrêter Umbrella et avertir le monde de la menace posée par les armes biologiques.
Après la dissolution d'Umbrella en 2003, Chris a décidé de rejoindre le BSAA et continuer son combat. Il a de nouveau affronté son éternel ennemi, Albert Wesker, en 2009 lors d'une mission en Afrique. Chris a enfin tué Wesker, exorcisant à jamais le spectre qui hantait Umbrella et Raccoon City.
En 2012, durant une mission en Edonie, tous les soldats, à l’exception de Piers Nivans sont transformés en armes biologiques. Chris a souffert d'un traumatisme qui l'a rendu amnésique, et Piers ne l'a retrouvé que 6 mois plus tard.
Il est le frère de Claire Redfield; cette dernière le cherchera d'ailleurs longtemps.
Dans le jeu original, qui utilise des cinématiques en prise de vue réelle, Chris Redfield est interprété par Charlie Kraslavsky. Il s’agit du premier acteur à avoir incarné le personnage.

## Histoire

### Resident Evil 1
Chris Redfield, de l'équipe Alpha, faisait partie de ceux partis à la recherche de l'équipe Bravo, qui ne donnait pas signe de vie. Descendu à terre pour examiner l'hélicoptère abandonné de l'équipe Bravo, il assiste à la mort de son ami Joseph Forest et se réfugie avec ses compagnons dans le manoir Spencer.
Dans son scénario, Barry Burton a disparu. Un coup de feu retentit. Chris va voir ce qui se passe. Mais lorsqu'il revient, Jill Valentine et Albert Wesker ont disparu. Seul git au sol le Beretta de Jill. Sans oublier que le scenario de celui ci est plus difficile que celle de Jill.
Chris rencontrera Rebecca Chambers, soignant Richard Aiken, de l'équipe Bravo. Il assistera à la mort de Richard plus tard, empoisonné par le venin du serpent géant dans la version d'origine (1996) ou dévoré par Neptune (un grand requin blanc zombifié) dans le remake (2002), qui lui sauve la vie.
Il sauvera Rebecca des griffes d'un Hunter, puis rencontre Enrico Marini, le chef de l'équipe Bravo. Enrico menace Chris, qu'il prend pour un traître. Un individu l'abat et s'enfuit. Il se révélera être Wesker.
Il rencontre Wesker qui lui dit que Jill et lui ont dû se séparer.
C'est faux. Jill est prisonnière, et, lorsque Chris la retrouve, elle lui avoue que Wesker est un traître.
Chris retrouve Wesker dans le laboratoire. Wesker tire sur Rebecca qu'il laisse pour morte. Il active le Tyran qui l'abat. Chris abat le Tyran et réanime Rebecca qui, fort heureusement, portait un gilet pare-balles.
Il envoie Rebecca activer l'autodestruction, puis libère Jill.
Chris arrive sur l'héliport et fait signe à Brad Vickers. Jill et Rebecca arrivent, mais pas seules : le Tyran n'est pas mort…
Le Tyran assomme Jill et se dirige vers Rebecca. Chris la défend. Brad envoie un lance-roquettes. Chris n'a plus qu'à le prendre et à faire exploser le Tyran. Le trio monte dans l'hélicoptère qui s'éloigne ; le cauchemar est fini…
Rebecca s'endort. Jill pose sa tête contre l'épaule de Chris et s'endort. Le soleil se lève…

### Resident Evil: Code Veronica
Chris Redfield est un personnage clé de Resident Evil: Code Veronica. Au début du jeu, sa sœur Claire Redfield l'a contacté par l'intermédiaire de Leon Scott Kennedy. Mais Chris n'apparaîtra que bien plus tard dans le jeu. Il arrivera sur l'île pénitentiaire pour essayer de sauver Claire, mais elle est déjà partie avec Steve Burnside après qu'Alfred Ashford a déclenché un système d'autodestruction pour tenter de les éliminer tous les deux. Très vite, Chris apprendra grâce à Rodrigo Juan Raval que tout le monde est parti. Dès lors, pour sauver sa sœur, il devra déjà quitter l'île pour la rejoindre dans la base Antarctique. Mais cette fuite ne sera pas facile.
Chris va devoir passer un certain temps dans l'aéroport et dans ce qui reste du centre d'entraînement (dont certaines parties ont été plus ou moins détruites par le système d'autodestruction). Les autres lieux de l'île ne sont plus accessibles. De toute façon, le manoir des Ashford et le palais doivent être complètement détruits (Alfred ayant déclenché le système d'autodestruction depuis le manoir).
Chris Redfield devra donc parcourir les méandres de ce qu'il reste de la base tout en résolvant diverses énigmes, en combattant de nombreux monstres dont certains, comme les Hunters, sont très dangereux, et il rencontrera également Albert Wesker, son ancien chef, dans les labos. Il parviendra finalement à quitter l'île en avion et s'envolera vers l'Antarctique.
Une fois là-bas, il lui faudra encore affronter plusieurs dangers avant de retrouver Claire puis de la sauver un peu plus tard après avoir vaincu Alexia Ashford, le boss de fin du jeu.
Chris Redfield et Jill Valentine infiltrent une base d'Umbrella pour anéantir les derniers projets d'Umbrella, en Europe contre le projet du virus T-A.L.O.S, en 2003.

### Resident Evil: Revelations
Dans cet épisode, Chris est envoyé en tant qu'agent du BSAA, avec sa partenaire Jessica Sherawat, dans les montagnes pour enquêter sur la disparition de Veltro à la suite des événements de Terragrigia. Le duo est porté disparu en mer Méditerranée, ce qui attire à leur recherche Jill Valentine et Parker Luciani sur le bateau Queen Zenobia. Ils tombent dans un piège et ce sont Chris et Jessica qui, après un épisode sur le bateau Queen Semiramis, vont les secourir. À la suite de divers retournements de situation, Chris s'enfuit en hélicoptère avec Jill. Ils se rendent sur un troisième bateau, le Queen Dido, et y combattent Jack Norman, chef terroriste de Veltro qui y avait été laissé pour mort (à noter : les trois bateaux sont baptisés du nom de reines de l'Antiquité, Sémiramis, Zénobie et Didon). Chris et Jill tuent Norman malgré sa mutation, due au virus T-Abyss qu'il s'injecte. Ils font ensuite tomber Morgan Landsdale (commissaire de la FBC, la Federal Bioterrorist Commission) grâce aux preuves qui se trouvaient dans le PDA de Norman.

### Resident Evil 5
Nous sommes en 2009, soit 11 ans après la catastrophe de Raccoon City, Chris a 35 ans et est désormais membre du BSAA (organisation luttant contre le bio-terrorisme mondial). Membre au palmarès impressionnant et au charisme rayonnant, c'est en tant que valeur sûre que ses patrons l'envoient en Afrique pour enquêter sur une probable transaction importante d'armes biologiques qui doit se tenir dans un petit village. À son arrivée sur les lieux il décrit les habitants comme étranges, tout comme dans le rapport de Leon S. Kennedy en Europe.
À la suite de la mort présumée de sa coéquipière Jill Valentine deux ans auparavant, il fait équipe avec Sheva Alomar et son enquête l'amènera à en apprendre un peu plus sur les fondations d'Umbrella et se retrouvera une nouvelle fois confronté à Albert Wesker.
Chris entame son enquête dans le village de Kijuju, où il rencontre rapidement une forte résistance de la part de nombreux locaux, contaminés par un virus dont l'effet semble similaire à Las Plagas, un parasite qu'a découvert Leon S. Kennedy en Espagne. Chris est en contact radio avec l’équipe Alpha dirigée par Kirk qui a pris position dans une autre zone du village. Kirk l'informe qu'un certain Irving devrait être présent dans une vente d'armes biologiques et qu'ils doivent aller voir un contact pour récupérer leurs armes et en savoir plus sur la situation.
Les informations sur la vente d'armes étaient un piège préparé par Irving, ce qui a coûté la vie à toute l'équipe Alpha, assassinée par une arme biologique que Chris et Sheva finissent par rencontrer. Elle est appelée Uroboros.
À la suite d'une poursuite effrénée à travers toute la région, Chris et Sheva, avec l'aide de Josh Stone, un membre de la branche africaine du BSAA leur venant en aide par intermittence, finissent par intercepter Irving, qui en désespoir de cause, s'injecte le Virus Uroboros. Il s'ensuit un combat à la fin duquel Irving donnera des indications à Chris pour la suite de son enquête.
Les indices mèneront Chris à retrouver un vieil ennemi, Wesker, à l'origine de la création de l'Uroboros, avec Excella Gionne, employée de Tricell, une organisation pharmaceutique ayant repris les expériences d'Umbrella. Plus inattendu, Chris retrouve Jill Valentine, son ancienne coéquipière présumée morte lors d'une tentative pour arrêter Wesker il y a deux ans. Chris se rend rapidement compte que Jill est sous le contrôle de Wesker, qui a placé sur celle-ci un émetteur très puissant, capable de contrôler chaque fait et geste. Chris et Sheva se battront pour la sauver de l'emprise de l'ancien capitaine des STARS, qui prend la fuite à bord d'un paquebot de Tricell. Jill saine et sauve, elle encourage Chris à aller jusqu'au bout de la mission. Alors que Wesker révèle son but qui est de répandre le virus à travers le monde au moyen d'un avion furtif, Chris et Sheva parviennent à faire s’écraser l'appareil dans un volcan peu après le décollage et, au terme d'un ultime combat, abattent Wesker avant de s'enfuir en hélicoptère avec Jill Valentine et Josh Stone…
L'hélico s'éloigne sur un lever de soleil, clin d'œil au premier épisode de la saga.

### Resident Evil 6
Chris Redfield a souffert d'une amnésie post-traumatique après que son équipe soit tombée dans le piège tendu par Carla Radames en République d'Edonie.
Inconscient, Chris a été amené à l'hôpital local. Il n'a aucun souvenir des événements passés, mais sa conscience était envahie par une inexplicable culpabilité. Chris s'enfuit, et mena une vie noyé dans l'alcool avant d'être retrouvé par Piers Nivans et le BSAA.

### Resident Evil 7
Chris revient dans Resident Evil 7 en tant qu’agent du BSAA collaborant avec Blue Umbrella. Sa mission est d’appuyer Blue Umbrella à capturer Lucas Baker qui serait un agent agissant pour les connexions (un organisme anonyme qui vend des ABO sur le marché noir). Il apparaît à la fin du jeu et sort Ethan de l’horreur qu’il subit. Chris est jouable dans le DLC « Not a Hero » qui suit la mission de Chris qui consiste à arrêter Lucas Baker.

### Resident Evil 8
Chris Redfield fait une apparition dans la bande-annonce de Resident Evil Village, sortie sur YouTube dans la nuit du 11 juin 2020.
Il porte assistance à Ethan Winters, pour sauver sa fille et sa compagne, dans la confrontation contre Miranda et les siens.

## Au cinéma
Chris Redfield fait son apparition dans le quatrième volet de la série de films, Resident Evil: Afterlife. Il y est incarné par l'acteur Wentworth Miller. C'est un militaire envoyé dans la prison de Los Angeles puis se fait enfermer par les prisonniers puis, jugé comme criminel par des survivants venus se réfugier dans la prison. Il sera libéré par Alice et Claire Redfield. Ensemble ils échappent aux zombis qui envahissent la prison et se dirigent vers Arcadia un navire à proximité de la ville. Il y affrontera Albert Wesker, lors d'une scène reprenant la chorégraphie d'un combat de Resident Evil 5. Dans le film, il se bat aux côtés de sa sœur Claire Redfield tandis que dans le jeu il sera supporté par Sheva Alomar.
Dans le reboot Resident Evil (2021), il est incarné par Robbie Amell.

## Doublages
- 2000 - Resident Evil: Code Veronica → Michael Filipowich
- 2002 - Resident Evil (ReBirth) → Joe Whyte
- 2009 - Resident Evil 5 → Roger Craig Smith
- 2009 - Resident Evil: The Darkside Chronicles → Roger Craig Smith
- 2010 - Resident Evil: Revelations → Roger Craig Smith (voix anglaise), Boris Rehlinger (voix française)
- 2012 - Resident Evil 6 → Roger Craig Smith (voix anglaise), Boris Rehlinger (voix française)
- 2017 - Resident Evil 7: Biohazard → David Vaughn (voix anglaise), Boris Rehlinger (voix française)
- 2021 -  Resident Evil Village → Jeff Schine  (voix anglaise), Boris Rehlinger (voix française)
- 2023 - Resident Evil: Death Island d'Eiichirō Hasumi

Autres
- 2011 - Marvel vs. Capcom 3: Fate of Two Worlds → Roger Craig Smith